# 雷家店镇
雷家店镇，是中华人民共和国湖北省黄冈市英山县下辖的一个乡镇级行政单位。

## 行政区划
雷家店镇下辖以下地区：
老鹳冲村、程家咀村、杨家坊村、板船山村、茶园庙村、茶园河村、万家冲村、蔡家山村、汪家山村、杨树桥村、天花坪村、跃进村、飞跃村、东明村、新华村、友谊村、五一村、阮基冲村、江家畈村、黄栗树村、杜家畈村、杨家庄村、方家山村、过路滩村、板塘坳村、朱家山村、李家冲村、伍家冲村、曹家店村、上沟村、蔡家畈村和冷家山村。